# Ansonia torrentis
Ansonia torrentis es una especie de anfibios de la familia Bufonidae. Habita en Malasia y posiblemente en Brunéi.
Su hábitat natural incluye montanos secos y ríos. Está amenazada de extinción por la pérdida de su hábitat natural.